# Alegria, Alegria
"Alegria, Alegria" é uma canção composta por Caetano Veloso que foi o marco inicial do movimento Tropicalismo em 1967. O single foi lançado (com Remelexo no lado B) em 1967 e também integrou o álbum Caetano Veloso, do mesmo ano.
O nome da música veio, por sua vez, de um bordão que o cantor Wilson Simonal utilizava em seu programa na TV Record, Show em Si... Monal. O cantor carioca aproveitaria para intitular também de Alegria, Alegria seu álbum que saíria em novembro de 1967, assim como os próximos três.

## Composição
Caetano Veloso, em parte inspirado pelo sucesso de A Banda, de Chico Buarque, que havia concorrido no festival da Record de 1966, quis compor uma marcha assim como a canção de Chico. Ao mesmo tempo, queria que fosse uma música contemporânea, pop, lidando com elementos da cultura de massa da época.
A letra possui uma estrutura cinematográfica, conforme definiu Décio Pignatari, trata-se de uma "letra-câmera-na-mão", citando o mote do Cinema Novo. Caetano ainda incluíu uma pequena citação do livro As Palavras, de Jean-Paul Sartre: "nada nos bolsos e nada nas mãos", que acabou virando "nada no bolso ou nas mãos". Como a ideia do arranjo incluía guitarras elétricas, Caetano e seu empresário na época, Guilherme Araújo convidaram o grupo argentino radicado em São Paulo Beat Boys. O arranjo foi fortemente influenciado pelo trabalho dos Beatles.
Ela é considerada a 10ª maior canção brasileira de todos os tempos pela revista Rolling Stone Brasil.

## Apresentação no Festival da Record
Apresentada pela primeira vez no III Festival da Record, em 1967, a canção chocou os chamados "tradicionalistas" da música popular brasileira devido a simples presença de guitarras. No ambiente político-cultural da época, setores de esquerda classificavam a influência do Rock como alienação cultural, o que também foi sentido por Gilberto Gil quando apresentou Domingo no Parque no mesmo festival.
Apesar da rejeição inicial, a música acabou conquistando a maior parte da platéia. Acabou se tornando uma das favoritas, com as manifestações favoráveis superando as facções mais nacionalistas. A música acabou chegando em quarto lugar na premiação final.
Com o improvável sucesso de Alegria, Alegria, Caetano se tornou de imediato um popstar, febre que só passou após alguns meses, embora a música tenha lançado Caetano para a fama, e sua carreira posterior só confirmado sua popularidade.

## Trilha sonora
- 1977 - Sem Lenço, Sem Documento
- 1992 - Anos Rebeldes
- 2011 - Amor e Revolução
- 2014 - Chiquititas (cantada por Renê Thristhan)